# Multourinhelli
Multourinhelli är en ö i Finland.   Den ligger i kommunen Fredrikshamn i den ekonomiska regionen  Kotka-Fredrikshamn  och landskapet Kymmenedalen, i den södra delen av landet, 140 km öster om huvudstaden Helsingfors.